# Octomeria rhizomatosa
Octomeria rhizomatosa är en orkidéart som beskrevs av Charles Schweinfurth. Octomeria rhizomatosa ingår i släktet Octomeria och familjen orkidéer.
Artens utbredningsområde är Venezuela. Inga underarter finns listade i Catalogue of Life.